# Substytucja elektrofilowa
Substytucja elektrofilowa (dokładniej: aromatyczna substytucja elektrofilowa) – reakcja substytucji zachodząca dla związków aromatycznych, w której czynnikiem atakującym jest elektrofil. Substytucja elektrofilowa jest oznaczana symbolem SE lub SEAr.
Przykładami reakcji substytucji elektrofilowej są:

Mechanizm S_{E}Ar. A^{+} = elektrofil; B: = zasada Lewisa

- halogenowanie,
- nitrowanie,
- sulfonowanie,
- alkilowanie,
- desulfonowanie,
- talowanie,
- acylowanie.